# 2001
| [ Edytuj tabelę ]                                                | |
| Prezydent Polski                                                 | - 1995 Aleksander Kwaśniewski 2005 |
| Premier Polski                                                   | - 1997 Jerzy Buzek 2001 - 2001 Leszek Miller 2004                                                                                       |
| Prezydent Abchazji                                               | - 1994 Władisław Ardzinba 2005 |
| Premier Abchazji                                                 | - 1999 Wjaczesław Cugba 2001 - 2001 Anri Dżergenia 2002                                                                                 |
| Prezydent Afganistanu                                            | - 1996 Mohammad Omar 2001 - 2001 Burhanuddin Rabbani 2001 - 2001 Hamid Karzaj 2014                                                      |
| Premier Afganistanu                                              | - 1997 Abdul Ghafur Rawan Farhadi 2001                                                                                                  |
| Prezydent Albanii                                                | - 1997 Rexhep Mejdani 2002 |
| Premier Albanii                                                  | - 1999 Ilir Meta 2002 |
| Prezydent Algierii                                               | - 1999 Abd al-Aziz Buteflika 2019 |
| Premier Algierii                                                 | - 2000 Ali Benflis 2003 |
| Współksiążęta Andory                                             | - 1971 Joan Martí i Alanís 2003 - 1995 Jacques Chirac 2007                                                                              |
| Premier Andory                                                   | - 1994 Marc Forné Molné 2005 |
| Prezydent Angoli                                                 | - 1979 José Eduardo dos Santos 2017 |
| Premier Antigui i Barbudy                                        | - 1994 Lester Bird 2004 |
| Król Arabii Saudyjskiej                                          | - 1982 Fahd ibn Abd al-Aziz Al Su’ud 2005                                                                                               |
| Prezydent Argentyny                                              | - 1999 Fernando de la Rúa 2001 - 2001 Federico Ramón Puerta 2001 - 2001 Adolfo Rodríguez Saá 2002                                       |
| Prezydent Armenii                                                | - 1998 Robert Koczarian 2008 |
| Premier Armenii                                                  | - 2000 Andranik Markarian 2007 |
| Prezydent Autonomii Palestyńskiej                                | - 1996 Jasir Arafat 2004 |
| Premier Australii                                                | - 1996 John Howard 2007 |
| Prezydent Austrii                                                | - 1992 Thomas Klestil 2004 |
| Kanclerz Austrii                                                 | - 2000 Wolfgang Schüssel 2007 |
| Prezydent Azerbejdżanu                                           | - 1993 Heydər Əliyev 2003 |
| Premier Azerbejdżanu                                             | - 1996 Artur Rasizadə 2003 |
| Premier Bahamów                                                  | - 1992 Hubert Ingraham 2002 |
| Emir Bahrajnu                                                    | - 1999 Hamad ibn Isa Al Chalifa 2002 |
| Premier Bahrajnu                                                 | - 1970 Chalifa ibn Salman Al Chalifa 2020                                                                                               |
| Prezydent Bangladeszu                                            | - 1996 Shahabuddin Ahmed 2001 - 2001 A.Q.M. Badruddoza Chowdhury 2002                                                                   |
| Premier Bangladeszu                                              | - 1996 Sheikh Hasina 2001 - 2001 Latifur Rahman 2001 - 2001 Chaleda Zia 2006                                                            |
| Premier Barbadosu                                                | - 1994 Owen Arthur 2008 |
| Król Belgów                                                      | - 1993 Albert II 2013 |
| Premier Belgii                                                   | - 1999 Guy Verhofstadt 2008 |
| Premier Belize                                                   | - 1998 Said Musa 2008 |
| Prezydent Beninu                                                 | - 1996 Mathieu Kérékou 2006 |
| Król Bhutanu                                                     | - 1972 Jigme Singye Wangchuck 2006 |
| Premier Bhutanu                                                  | - 2000 Yeshey Zimba 2001 - 2001 Khandu Wangchuk 2002                                                                                    |
| Prezydent Białorusi                                              | - 1994 Alaksandr Łukaszenka |
| Premier Białorusi                                                | - 2000 Uładzimir Jarmoszyn 2001 - 2001 Hienadź Nawicki 2003                                                                             |
| Prezydent Boliwii                                                | - 1997 Hugo Banzer Suárez 2001 - 2001 Jorge Quiroga Ramírez 2002                                                                        |
| Przewodniczący Prezydium Bośni i Hercegowiny                     | - 2000 Živko Radišić 2001 - 2001 Jozo Križanović 2002                                                                                   |
| Premier Bośni i Hercegowiny                                      | - 2000 Martin Raguž 2001 - 2001 Božidar Matić 2001 - 2001 Zlatko Lagumdžija 2002                                                        |
| Prezydent Botswany                                               | - 1998 Festus Mogae 2008 |
| Prezydent Brazylii                                               | - 1992 Fernando Henrique Cardoso 2003                                                                                                   |
| Sułtan Brunei                                                    | - 1967 Hassanal Bolkiah |
| Prezydent Bułgarii                                               | - 1997 Petyr Stojanow 2002 |
| Premier Bułgarii                                                 | - 1997 Iwan Kostow 2001 - 2001 Symeon Sakskoburggotski 2005                                                                             |
| Prezydent Burkiny Faso                                           | - 1987 Blaise Compaoré 2014 |
| Premier Burkiny Faso                                             | - 2000 Paramanga Ernest Yonli 2007 |
| Prezydent Burundi                                                | - 1996 Pierre Buyoya 2003 |
| Prezydent Chile                                                  | - 2000 Ricardo Lagos 2006 |
| Przewodniczący ChRL                                              | - 1993 Jiang Zemin 2003 |
| Premier Chin                                                     | - 1998 Zhu Rongji 2003 |
| Prezydent Chorwacji                                              | - 2000 Stjepan Mesić 2010 |
| Premier Chorwacji                                                | - 2000 Ivica Račan 2003 |
| Prezydent Cypru                                                  | - 1993 Glafkos Kliridis 2003 |
| Prezydent Cypru Północnego                                       | - 1983 Rauf Denktaş 2005 |
| Prezydent Czadu                                                  | - 1990 Idriss Déby 2021 |
| Premier Czadu                                                    | - 1999 Nagoum Yamassoum 2002 |
| Prezydent Czech                                                  | - 1993 Václav Havel 2003 |
| Premier Czech                                                    | - 1998 Miloš Zeman 2002 |
| Król Danii                                                       | - 1972 Małgorzata II 2024 |
| Premier Danii                                                    | - 1993 Poul Nyrup Rasmussen 2001 - 2001 Anders Fogh Rasmussen 2009                                                                      |
| Prezydent DR Konga                                               | - 1997 Laurent-Désiré Kabila 2001 - 2001 Joseph Kabila 2019                                                                             |
| Dalajlama                                                        | - 1940 Tenzin Gjaco |
| Prezydent Dominikany                                             | - 2000 Hipólito Mejía 2004 |
| Prezydent Dominiki                                               | - 1998 Vernon Shaw 2003 |
| Premier Dominiki                                                 | - 2000 Pierre Charles 2004 |
| Prezydent Dżibuti                                                | - 1999 Ismail Omar Guelleh |
| Premier Dżibuti                                                  | - 1978 Barkat Gourad Hamadou 2001 - 2001 Dileita Mohamed Dileita 2013                                                                   |
| Prezydent Egiptu                                                 | - 1981 Husni Mubarak 2011 |
| Premier Egiptu                                                   | - 1999 Atif Ubajd 2004 |
| Prezydent Ekwadoru                                               | - 2000 Gustavo Noboa 2003 |
| Prezydent Erytrei                                                | - 1993 Isajas Afewerki |
| Prezydent Estonii                                                | - 1992 Lennart Meri 2001 - 2001 Arnold Rüütel 2006                                                                                      |
| Premier Estonii                                                  | - 1999 Mart Laar 2002 |
| Prezydent Etiopii                                                | - 1995 Negasso Gidada 2001 - 2001 Gyrma Uelde-Gijorgis 2013                                                                             |
| Premier Etiopii                                                  | - 1995 Meles Zenawi 2012 |
| Przew. Komisji Europejskiej                                      | - 1999 Romano Prodi (Włochy) 2004 |
| Prezydent Fidżi                                                  | - 2000 Josefa Iloilo 2006 |
| Premier Fidżi                                                    | - 2000 Laisenia Qarase 2001 - 2001 Tevita Momoedonu (p.o.) 2001 - 2001 Laisenia Qarase 2006                                             |
| Prezydent Filipin                                                | - 1998 Joseph Estrada 2001 - 2001 Gloria Macapagal-Arroyo 2010                                                                          |
| Prezydent Finlandii                                              | - 2000 Tarja Halonen 2012 |
| Premier Finlandii                                                | - 1995 Paavo Lipponen 2003 |
| Prezydent Francji                                                | - 1995 Jacques Chirac 2007 |
| Premier Francji                                                  | - 1997 Lionel Jospin 2002 |
| Prezydent Gabonu                                                 | - 1967 Omar Bongo 2009 |
| Premier Gabonu                                                   | - 1999 Jean-François Ntoutoume Emane 2006                                                                                               |
| Prezydent Gambii                                                 | - 1994 Yahya Jammeh 2017 |
| Prezydent Ghany                                                  | - 1981 Jerry John Rawlings 2001 - 2001 John Kufuor 2009                                                                                 |
| Prezydent Grecji                                                 | - 1995 Konstandinos Stefanopulos 2005                                                                                                   |
| Premier Grecji                                                   | - 1996 Kostas Simitis 2004 |
| Premier Grenady                                                  | - 1995 Keith Mitchell 2008 |
| Prezydent Gruzji                                                 | - 1995 Eduard Szewardnadze 2003 |
| Premier Gruzji                                                   | - 2000 Giorgi Arseniszwili 2001 - 2001 Awtandil Dżorbenadze 2003                                                                        |
| Prezydent Gujany                                                 | - 1999 Bharrat Jagdeo 2011 |
| Premier Gujany                                                   | - 1999 Samuel Hinds 2015 |
| Prezydent Gwatemali                                              | - 2000 Alfonso Antonio Portillo Cabrera 2004                                                                                            |
| Prezydent Gwinei                                                 | - 1984 Lansana Conté 2008 |
| Premier Gwinei                                                   | - 1999 Lamine Sidimé 2004 |
| Prezydent Gwinei Bissau                                          | - 2000 Kumba Ialá 2003 |
| Premier Gwinei Bissau                                            | - 2000 Caetano N’Tchama 2001 - 2001 Faustino Imbali 2001 - 2001 Alamara Nhassé 2002                                                     |
| Prezydent Gwinei Równikowej                                      | - 1979 Teodoro Obiang Nguema Mbasogo |
| Premier Gwinei Równikowej                                        | - 1996 Ángel Serafín Seriche Dougan 2001 - 2001 Cándido Muatetema Rivas 2004                                                            |
| Prezydent Haiti                                                  | - 1996 René Préval 2001 - 2001 Jean-Bertrand Aristide 2004                                                                              |
| Premier Haiti                                                    | - 1999 Jacques-Édouard Alexis 2001 - 2001 Jean Marie Chérestal 2002                                                                     |
| Król Hiszpanii                                                   | - 1975 Jan Karol I 2014 |
| Premier Hiszpanii                                                | - 1996 José María Aznar 2004 |
| Król Holandii                                                    | - 1980 Beatrycze 2013 |
| Premier Holandii                                                 | - 1994 Wim Kok 2002 |
| Prezydent Hondurasu                                              | - 1998 Carlos Roberto Flores Facussé 2002                                                                                               |
| Najwyższy przywódca Iranu                                        | - 1989 Ali Chamenei |
| Prezydent Iranu                                                  | - 1997 Mohammad Chatami 2005 |
| Prezydent Iraku                                                  | - 1979 Saddam Husajn 2003 |
| Premier Iraku                                                    | - 1994 Saddam Husajn 2003 |
| Prezydent Indii                                                  | - 1997 Kocheril Raman Narayanan 2002 |
| Premier Indii                                                    | - 1998 Atal Bihari Vajpayee 2004 |
| Prezydent Indonezji                                              | - 1999 Abdurrahman Wahid 2001 - 2001 Megawati Soekarnoputri 2004                                                                        |
| Prezydent Irlandii                                               | - 1997 Mary McAleese 2011 |
| Premier Irlandii                                                 | - 1997 Bertie Ahern 2008 |
| Prezydent Islandii                                               | - 1996 Ólafur Ragnar Grímsson 2016 |
| Premier Islandii                                                 | - 1991 Davíð Oddsson 2004 |
| Prezydent Izraela                                                | - 2000 Mosze Kacaw 2007 |
| Premier Izraela                                                  | - 1999 Ehud Barak 2001 - 2001 Ariel Szaron 2006                                                                                         |
| Premier Jamajki                                                  | - 1992 Percival James Patterson 2006 |
| Cesarz Japonii                                                   | - 1989 Akihito 2019 |
| Premier Japonii                                                  | - 2000 Yoshirō Mori 2001 - 2001 Jun’ichirō Koizumi 2006                                                                                 |
| Prezydent Jemenu                                                 | - 1990 Ali Abd Allah Salih 2012 |
| Król Jordanii                                                    | - 1999 Abd Allah II |
| Premier Jordanii                                                 | - 2000 Ali Abu ar-Raghib 2003 |
| Prezydent Jugosławii                                             | - 2000 Vojislav Koštunica 2003 |
| Premier Jugosławii                                               | - 2000 Zoran Žižić 2001 - 2001 Dragiša Pešić 2003                                                                                       |
| Król Kambodży                                                    | - 1993 Norodom Sihanouk 2004 |
| Premier Kambodży                                                 | - 1993 Hun Sen 2023 |
| Prezydent Kamerunu                                               | - 1982 Paul Biya |
| Premier Kamerunu                                                 | - 1996 Peter Mafany Musonge 2004 |
| Premier Kanady                                                   | - 1993 Jean Chrétien 2003 |
| Prezydent Górskiego Karabachu                                    | - 1997 Arkadi Ghukasjan 2007 |
| Emir Kataru                                                      | - 1995 Hamad ibn Chalifa 2013 |
| Premier Kataru                                                   | - 1996 Abd Allah ibn Chalifa 2007 |
| Prezydent Kazachstanu                                            | - 1991 Nursułtan Nazarbajew 2019 |
| Premier Kazachstanu                                              | - 1999 Kasym-Żomart Tokajew 2002 |
| Prezydent Kenii                                                  | - 1978 Daniel Moi 2002 |
| Prezydent Kirgistanu                                             | - 1991 Askar Akajew 2005 |
| Premier Kirgistanu                                               | - 2000 Kurmanbek Bakijew 2002 |
| Prezydent Kiribati                                               | - 1994 Teburoro Tito 2003 |
| Prezydent Kolumbii                                               | - 1998 Andrés Pastrana Arango 2002 |
| Prezydent Konga                                                  | - 1997 Denis Sassou-Nguesso |
| Patriarcha Konstantynopola                                       | - 1991 Bartłomiej I |
| Prezydent Korei Południowej                                      | - 1998 Kim Dae Jung 2003 |
| Premier Korei Południowej                                        | - 2000 Lee Han-dong 2002 |
| Prezydent KRLD                                                   | - 1998 Kim Il Sŏng („Wieczny Prezydent”) 2019                                                                                           |
| Najwyższy Przywódca KRLD                                         | - 1994 Kim Dzong Il 2011 |
| Premier KRLD                                                     | - 1997 Hong Sŏng Nam 2003 |
| Prezydent Kostaryki                                              | - 1998 Miguel Ángel Rodríguez 2002 |
| Przewodniczący Rady Państwa Kuby                                 | - 1976 Fidel Castro 2008 |
| Emir Kuwejtu                                                     | - 1977 Dżabir III 2006 |
| Premier Kuwejtu                                                  | - 1978 Sad al-Abd Allah as-Salim as-Sabah 2003                                                                                          |
| Prezydent Laosu                                                  | - 1998 Khamtai Siphandon 2006 |
| Król Lesotho                                                     | - 1996 Letsie III |
| Premier Lesotho                                                  | - 1998 Pakalitha Mosisili 2012 |
| Prezydent Libanu                                                 | - 1998 Émile Lahoud 2007 |
| Premier Libanu                                                   | - 2000 Rafik al-Hariri 2004 |
| Prezydent Liberii                                                | - 1997 Charles Taylor 2003 |
| Przywódca Libii                                                  | - 1969 Mu’ammar al-Kaddafi 2011 |
| Premier Libii                                                    | - 2000 Imbarak Abd Allah asz-Szamich 2003                                                                                               |
| Sekretarz generalny PKL Libii                                    | - 1992 Az-Zanati Imhammad az-Zanati 2008                                                                                                |
| Książę Liechtensteinu                                            | - 1989 Jan Adam II |
| Premier Liechtensteinu                                           | - 1993 Mario Frick 2001 - 2001 Otmar Hasler 2009                                                                                        |
| Prezydent Litwy                                                  | - 1998 Valdas Adamkus 2003 |
| Premier Litwy                                                    | - 2000 Rolandas Paksas 2001 - 2001 Algirdas Brazauskas 2006                                                                             |
| Wielki książę Luksemburga                                        | - 2000 Henryk |
| Premier Luksemburga                                              | - 1995 Jean-Claude Juncker 2013 |
| Prezydent Łotwy                                                  | - 1999 Vaira Vīķe-Freiberga 2007 |
| Premier Łotwy                                                    | - 2000 Andris Bērziņš 2002 |
| Prezydent Macedonii                                              | - 1999 Boris Trajkowski 2004 |
| Premier Macedonii                                                | - 1998 Lubczo Georgiewski 2002 |
| Prezydent Madagaskaru                                            | - 1997 Didier Ratsiraka 2002 |
| Premier Madagaskaru                                              | - 1998 Tantely Andrianarivo 2002 |
| Prezydent Malawi                                                 | - 1994 Bakili Muluzi 2004 |
| Prezydent Malediwów                                              | - 1978 Maumun ̓Abdul Gajum 2008 |
| Król Malezji                                                     | - 1999 Salahuddin 2001 - 2001 Tuanku Syed Sirajuddin 2006                                                                               |
| Premier Malezji                                                  | - 1981 Mahathir bin Mohamad 2003 |
| Prezydent Mali                                                   | - 1992 Alpha Oumar Konaré 2002 |
| Premier Mali                                                     | - 2000 Mandé Sidibé 2002 |
| Prezydent Malty                                                  | - 1999 Guido de Marco 2004 |
| Premier Malty                                                    | - 1998 Edward Fenech Adami 2004 |
| Król Maroka                                                      | - 1999 Muhammad VI |
| Premier Maroka                                                   | - 1998 Abd ar-Rahman al-Jusufi 2002 |
| Prezydent Mauretanii                                             | - 1984 Maawija uld Sid’Ahmad Taja 2005                                                                                                  |
| Premier Mauretanii                                               | - 1998 Szajch al-Afijja uld Muhammad Chuna 2003                                                                                         |
| Prezydent Mauritiusa                                             | - 1992 Cassam Uteem 2002 |
| Premier Mauritiusa                                               | - 2000 Anerood Jugnauth 2003 |
| Prezydent Meksyku                                                | - 2000 Vicente Fox 2006 |
| Prezydent Mikronezji                                             | - 1999 Leo Falcam 2003 |
| Przewodniczący Państwowej Rady Pokoju i Rozwoju Mjanmy           | - 1997 Than Shwe 2011 |
| Premier Mjanmy                                                   | - 1992 Than Shwe 2003 |
| Prezydent Mołdawii                                               | - 1996 Petru Lucinschi 2001 - 2001 Vladimir Voronin 2009                                                                                |
| Premier Mołdawii                                                 | - 1999 Dumitru Braghiş 2001 - 2001 Vasile Tarlev 2008                                                                                   |
| Książę Monako                                                    | - 1949 Rainier III 2005 |
| Minister stanu Monako                                            | - 2000 Patrick Leclercq 2005 |
| Prezydent Mongolii                                               | - 1997 Nacagijn Bagabandi 2005 |
| Premier Mongolii                                                 | - 2000 Nambaryn Enchbajar 2004 |
| Prezydent Mozambiku                                              | - 1986 Joaquim Chissano 2005 |
| Premier Mozambiku                                                | - 1994 Mário da Graça Machungo 2004 |
| Prezydent Naddniestrza                                           | - 1991 Igor Smirnow 2011 |
| Prezydent Namibii                                                | - 1990 Sam Nujoma 2005 |
| Premier Namibii                                                  | - 1990 Hage Geingob 2002 |
| Sekretarz generalny NATO                                         | - 1999 George Robertson (Wielka Brytania) 2003                                                                                          |
| Prezydent Nauru                                                  | - 2000 Bernard Dowiyogo 2001 - 2001 René Harris 2003                                                                                    |
| Król Nepalu                                                      | - 1972 Birendra 2001 - 2001 Dipendra 2001 - 2001 Gyanendra 2008                                                                         |
| Premier Nepalu                                                   | - 2000 Girija Prasad Koirala 2001 - 2001 Sher Bahadur Deuba 2002                                                                        |
| Prezydent Niemiec                                                | - 1999 Johannes Rau 2004 |
| Kanclerz Niemiec                                                 | - 1998 Gerhard Schröder 2005 |
| Prezydent Nigru                                                  | - 1999 Mamadou Tandja 2010 |
| Premier Nigru                                                    | - 2000 Hama Amadou 2007 |
| Prezydent Nigerii                                                | - 1999 Olusẹgun Ọbasanjọ 2007 |
| Prezydent Nikaragui                                              | - 1997 Arnoldo Alemán 2002 |
| Król Norwegii                                                    | - 1991 Harald V |
| Premier Norwegii                                                 | - 2000 Jens Stoltenberg 2001 - 2001 Kjell Magne Bondevik 2005                                                                           |
| Premier Nowej Zelandii                                           | - 1999 Helen Clark 2008 |
| Prezydent Osetii Południowej                                     | - 1996 Ludwig Czibirow 2001 - 2001 Eduard Kokojty 2011                                                                                  |
| Sułtan Omanu                                                     | - 1970 Kabus ibn Sa’id 2020 |
| Sekretarz generalny ONZ                                          | - 1997 Kofi Annan (Ghana) 2006 |
| Prezydent Pakistanu                                              | - 1998 Muhammad Rafiq Tarar 2001 - 2001 Pervez Musharraf 2008                                                                           |
| Premier Pakistanu                                                | - 1999 Pervez Musharraf 2002 |
| Prezydent Palau                                                  | - 1993 Kuniwo Nakamura 2001 - 2001 Tommy Remengesau 2009                                                                                |
| Prezydent Panamy                                                 | - 1999 Mireya Moscoso 2004 |
| Papież                                                           | - 1978 Jan Paweł II 2005 |
| Premier Papui-Nowej Gwinei                                       | - 1999 Mekere Morauta 2002 |
| Prezydent Paragwaju                                              | - 1999 Luis Ángel González Macchi 2003                                                                                                  |
| Prezydent Peru                                                   | - 2000 Valentín Paniagua 2001 - 2001 Alejandro Toledo 2006                                                                              |
| Premier Peru                                                     | - 2000 Javier Pérez de Cuéllar 2001 - 2001 Roberto Dañino 2002                                                                          |
| Prezydent Południowej Afryki                                     | - 1999 Thabo Mbeki 2008 |
| Prezydent Portugalii                                             | - 1996 Jorge Sampaio 2006 |
| Premier Portugalii                                               | - 1995 António Guterres 2002 |
| Sekretarz generalny Rady Europy                                  | - 1999 Walter Schwimmer (Austria) 2004                                                                                                  |
| Prezydent Republiki Środkowoafrykańskiej                         | - 1993 Ange-Félix Patassé 2003 |
| Premier Republiki Środkowoafrykańskiej                           | - 1999 Anicet-Georges Dologuélé 2001 - 2001 Martin Ziguélé 2003                                                                         |
| Prezydent Republiki Zielonego Przylądka                          | - 1991 António Monteiro 2001 - 2001 Pedro Pires 2011                                                                                    |
| Premier Republiki Zielonego Przylądka                            | - 2000 Gualberto do Rosário 2001 - 2001 José Maria Neves 2016                                                                           |
| Prezydent Rosji                                                  | - 1999 Władimir Putin 2008 |
| Premier Rosji                                                    | - 2000 Michaił Kasjanow 2004 |
| Prezydent Rumunii                                                | - 2000 Ion Iliescu 2004 |
| Premier Rumunii                                                  | - 2000 Adrian Năstase 2004 |
| Prezydent Rwandy                                                 | - 2000 Paul Kagame |
| Premier Rwandy                                                   | - 2000 Bernard Makuza 2011 |
| Premier Saint Kitts i Nevis                                      | - 1995 Denzil Douglas 2015 |
| Premier Saint Lucia                                              | - 1997 Kenny Anthony 2006 |
| Premier Saint Vincent i Grenadyn                                 | - 2000 Arnhim Eustace 2001 - 2001 Ralph Gonsalves                                                                                       |
| Prezydent Salwadoru                                              | - 1999 Francisco Flores 2004 |
| O le Ao o le Malo Samoa                                          | - 1962 Malietoa Tanumafili II 2007 |
| Premier Samoa                                                    | - 1998 Tuilaʻepa Sailele Malielegaoi 2021                                                                                               |
| Kapitanowie Regenci San Marino                                   | - 2000 Gian Franco Terenii Enzo Colombini 2001 - 2001 Luigi Lonfernini Fabio Berardi 2001 - 2001 Alberto Cecchetti Gino Giovagnoli 2002 |
| Sekretarz Stanu do spraw Politycznych i Zagranicznych San Marino | - 1986 Gabriele Gatti 2002 |
| Prezydent Senegalu                                               | - 2000 Abdoulaye Wade 2012 |
| Premier Senegalu                                                 | - 2000 Moustapha Niasse 2001 - 2001 Mame Madior Boye 2002                                                                               |
| Prezydent Seszeli                                                | - 1977 France-Albert René 2004 |
| Prezydent Sierra Leone                                           | - 1998 Ahmad Tejan Kabbah 2007 |
| Prezydent Singapuru                                              | - 1999 S.R. Nathan 2011 |
| Premier Singapuru                                                | - 1990 Goh Chok Tong 2004 |
| Prezydent Słowacji                                               | - 1999 Rudolf Schuster 2004 |
| Premier Słowacji                                                 | - 1998 Mikuláš Dzurinda 2006 |
| Prezydent Słowenii                                               | - 1991 Milan Kučan 2002 |
| Premier Słowenii                                                 | - 2000 Janez Drnovšek 2002 |
| Prezydent Somalii                                                | - 2000 Abdiqasim Salad Hassan 2004 |
| Premier Somalii                                                  | - 2000 Ali Khalif Galaid 2001 - 2001 Osman Jama Ali (p.o.) 2001 - 2001 Hassan Abshir Farah 2003                                         |
| Prezydent Sri Lanki                                              | - 1994 Chandrika Kumaratunga 2005 |
| Premier Sri Lanki                                                | - 2000 Ratnasiri Wickremanayake 2001 - 2001 Ranil Wickremesinghe 2004                                                                   |
| Król Suazi                                                       | - 1986 Ntombi (współpanująca) 2018 - 1986 Mswati III 2018                                                                               |
| Premier Suazi                                                    | - 1996 Barnabas Sibusiso Dlamini 2003                                                                                                   |
| Prezydent Sudanu                                                 | - 1989 Umar al-Baszir 2019 |
| Prezydent Surinamu                                               | - 2000 Ronald Venetiaan 2010 |
| Prezydent Syrii                                                  | - 2000 Baszszar al-Asad 2024 |
| Premier Syrii                                                    | - 2000 Muhammad Mustafa Miru 2003 |
| Prezydent Szwajcarii                                             | - 2001 Moritz Leuenberger 2001 |
| Król Szwecji                                                     | - 1973 Karol XVI Gustaw |
| Premier Szwecji                                                  | - 1996 Göran Persson 2006 |
| Prezydent Tadżykistanu                                           | - 1994 Emomali Rahmon |
| Premier Tadżykistanu                                             | - 1999 Okil Okilow 2013 |
| Król Tajlandii                                                   | - 1946 Bhumibol Adulyadej 2016 |
| Premier Tajlandii                                                | - 1997 Chuan Leekpai 2001 - 2001 Thaksin Shinawatra 2006                                                                                |
| Prezydent Tajwanu                                                | - 2000 Chen Shui-bian 2008 |
| Prezydent Tanzanii                                               | - 1995 Benjamin Mkapa 2005 |
| Premier Tanzanii                                                 | - 1995 Frederick Sumaye 2005 |
| Prezydent Togo                                                   | - 1967 Gnassingbé Eyadéma 2005 |
| Premier Togo                                                     | - 2000 Agbéyomé Kodjo 2002 |
| Król Tonga                                                       | - 1965 Taufaʻahau Tupou IV 2006 |
| Premier Tonga                                                    | - 2000 Lavaka Ata ʻUlukalala 2006 |
| Prezydent Trynidadu i Tobago                                     | - 1997 Arthur N.R. Robinson 2003 |
| Premier Trynidadu i Tobago                                       | - 1995 Basdeo Panday 2001 - 2001 Patrick Manning 2010                                                                                   |
| Prezydent Tunezji                                                | - 1987 Zajn al-Abidin ibn Ali 2011 |
| Premier Tunezji                                                  | - 1999 Muhammad al-Ghannuszi 2011 |
| Prezydent Turcji                                                 | - 2000 Ahmet Necdet Sezer 2007 |
| Premier Turcji                                                   | - 1999 Bülent Ecevit 2002 |
| Prezydent Turkmenistanu                                          | - 1991 Saparmyrat Nyýazow 2006 |
| Prezydent Ugandy                                                 | - 1986 Yoweri Museveni |
| Premier Ugandy                                                   | - 1999 Apolo Nsibambi 2011 |
| Prezydent Ukrainy                                                | - 1994 Łeonid Kuczma 2005 |
| Premier Ukrainy                                                  | - 1999 Wiktor Juszczenko 2001 - 2001 Anatolij Kinach 2002                                                                               |
| Prezydent Urugwaju                                               | - 2000 Jorge Batlle 2005 |
| Prezydent USA                                                    | - 1993 Bill Clinton 2001 - 2001 George W. Bush 2009                                                                                     |
| Prezydent Uzbekistanu                                            | - 1991 Islom Karimov 2016 |
| Premier Uzbekistanu                                              | - 1995 O‘tkir Sultonov 2003 |
| Prezydent Vanuatu                                                | - 1999 John Bani 2004 |
| Premier Vanuatu                                                  | - 1999 Barak Sopé 2001 - 2001 Edward Natapei 2004                                                                                       |
| Prezydent Wenezueli                                              | - 1999 Hugo Chávez 2013 |
| Prezydent Węgier                                                 | - 2000 Ferenc Mádl 2005 |
| Premier Węgier                                                   | - 1998 Viktor Orbán 2002 |
| Monarcha Wielkiej Brytanii                                       | - 1952 Elżbieta II 2022 |
| Premier Wielkiej Brytanii                                        | - 1997 Tony Blair 2007 |
| Prezydent Wietnamu                                               | - 1997 Trần Đức Lương 2006 |
| Premier Wietnamu                                                 | - 1997 Phan Văn Khải 2006 |
| Prezydent Włoch                                                  | - 1999 Carlo Azeglio Ciampi 2006 |
| Premier Włoch                                                    | - 2000 Giuliano Amato 2001 - 2001 Silvio Berlusconi 2006                                                                                |
| Prezydent WKS                                                    | - 2000 Laurent Gbagbo 2011 |
| Premier WKS                                                      | - 2000 Affi N’Guessan 2003 |
| Prezydent Wysp Marshalla                                         | - 2000 Kessai Note 2008 |
| Prezydent Wysp Świętego Tomasza i Książęcej                      | - 1995 Miguel Trovoada 2001 - 2001 Fradique de Menezes 2003                                                                             |
| Prezydent Zambii                                                 | - 1991 Frederick Chiluba 2002 |
| Prezydent Zimbabwe                                               | - 1987 Robert Mugabe 2017 |
| Prezydent ZEA                                                    | - 1971 Zajid ibn Sultan Al Nahajjan 2004                                                                                                |
| Premier ZEA                                                      | - 1990 Maktum ibn Raszid al-Maktum 2006                                                                                                 |

Rok 2001 / MMI
stulecia: XX wiek ~
XXI wiek ~
XXII wiek

dziesięciolecia:
1970–1979 •
1980–1989 •
1990–1999 •
2000–2009
• 2010–2019
• 2020–2029

lata: 1991 «
1996 «
1997 «
1998 «
1999 «
2000 «
2001
» 2002
» 2003
» 2004
» 2005
» 2006
» 2011

## Wydarzenia w Polsce

### Styczeń
- 1 stycznia – Halinów, Koprzywnica, Krzanowice i Ryglice uzyskały prawa miejskie.
- 5 stycznia – premiera filmu Pieniądze to nie wszystko.
- 7 stycznia – odbył się IX Finał Wielkiej Orkiestry Świątecznej Pomocy.
- 19 stycznia:
  - otwarto multipleks Silver Screen w Łodzi.
  - premiera filmu Weiser.
- 21 stycznia – premiera filmu Sezon na leszcza.
- 24 stycznia – w hali Olivia w Gdańsku miała miejsce manifestacja poparcia dla powstającej nowej partii politycznej – Platformy Obywatelskiej RP. Datę tę przyjmuje się za datę założenia Platformy Obywatelskiej.

### Luty
- 2 lutego – premiera filmu Egoiści.
- 3 lutego – założono Narodowy Instytut Fryderyka Chopina w Warszawie.
- 9 lutego – premiera filmu Reich w reżyserii Władysława Pasikowskiego.
- 11 lutego – zakończył się II Festiwal i Targi Erotyczne Eroticon 2001. Impreza odbywała się Warszawie w Centrum Targowym Mokotów.
- 23 lutego – ustanowiono Ogólnopolski Dzień Walki z Depresją.

### Marzec
- 2 marca – premiera filmu Przedwiośnie.
- 3 marca – trzy kasjerki i ochroniarz zostali zastrzeleni podczas napadu na filię Kredyt Banku przy ul. Żelaznej w Warszawie.
- 18 marca – powstała komercyjna telewizja TV Puls.
- 22 marca – w Białymstoku powstał pierwszy Komitet Prawo i Sprawiedliwość.
- 23 marca – premiera filmu W pustyni i w puszczy.
- 30 marca – odbyło się 1000. notowanie Listy Przebojów Programu Trzeciego.

### Kwiecień
- 1 kwietnia – Polska stała się stroną Konwencji ramowej o ochronie mniejszości narodowych.
- 12 kwietnia:
  - została uchwalona ordynacja wyborcza do Sejmu i Senatu.
  - w Warszawie został zastrzelony były minister sportu Jacek Dębski.
- 21 kwietnia – z połączenia Stronnictwa Narodowego i Stronnictwa Narodowo-Demokratycznego powstała nowa partia polityczna pod nazwą Liga Polskich Rodzin.

### Maj
- 1 maja – w Warszawie odbyła się Parada Równości, pierwsza w Polsce parada lesbijek i gejów.
- 11 maja – oddano do użytku dwie stacje warszawskiego metra – A14 Świętokrzyska i A 15 Ratusz.
- 12 maja – odsłonięto pomnik Piotra Skargi w Krakowie.
- 19 maja – została uruchomiona Wigierska Kolej Wąskotorowa.
- 24 maja:
  - odsłonięto Pomnik Ofiar Katynia w Katowicach.
  - rozpoczęła się 3-dniowa wizyta premiera Rosji Michaiła Kasjanowa.
- 26 maja – w Krakowie odsłonięto pomnik psa Dżoka.
- 30 maja:
  - założono polską partię polityczną Liga Polskich Rodzin.
  - odbyła się pierwsza gala finałowa konkursu Mistrz Mowy Polskiej.

### Czerwiec
- 13 czerwca – zarejestrowano Prawo i Sprawiedliwość.
- 15 czerwca:
  - wizyta prezydenta Stanów Zjednoczonych George W. Busha w Warszawie.
  - otwarty został polski serwis gier on-line Kurnik.pl.
- 17 czerwca – zakończyła się pierwsza polska edycja telewizyjnego reality show Big Brother.
- 27 czerwca – został zarejestrowany Ruch Autonomii Śląska.

### Lipiec
- 1 lipca – utworzono Park Narodowy Ujście Warty.
- 9 lipca – w wyniku silnej ulewy przerwany został wał Kanału Raduni na Oruni w Gdańsku. Zalana została też część Wrzeszcza.
- 9 sierpnia – uruchomiono pierwszą polską telewizję informacyjną: TVN24.
- 24 sierpnia – premiera filmu Poranek kojota.

### Wrzesień
- 1 września:
  - założono Akademię Sztuk Pięknych w Katowicach.
  - powołanie w Polsce dwóch nowych Uniwersytetów: w Rzeszowie oraz Zielonej Górze.
  - na Stadionie Śląskim polscy piłkarze pokonali Norwegię 3:0 i awansowali do turnieju finałowego Mistrzostw Świata 2002.
- 11 września – założono stowarzyszenie Kampania Przeciw Homofobii.
- 14 września – premiera filmu Quo vadis.
- 18 września – uchwalono ustawy: kodeks morski i o podpisie elektronicznym.
- 23 września – wybory parlamentarne w Polsce wygrał SLD z 41% poparcia.
- 26 września – ruszyła polska wersja językowa Wikipedii, założona przez lekarza internistę Krzysztofa Jasiutowicza oraz fizyka Pawła Jochyma (zobacz szczegóły).
- 28 września – odbyła się premiera filmu Cześć Tereska.
- 29 września – w Warszawie odsłonięto pomnik Juliusza Słowackiego.

### Październik
- 1 października:
  - oddano do użytku nowe skrzydło gmachu Biblioteki Jagiellońskiej.
  - utworzenie Akademii Techniczno-Humanistycznej w Bielsku-Białej.
- 19 października – po dymisji rządu Jerzego Buzka Leszek Miller został zaprzysiężony na premiera.
- 26 października:
  - rząd Leszka Millera otrzymał wotum zaufania.
  - ze swego domu w Drobinie został uprowadzony Krzysztof Olewnik.

### Listopad
- 9 listopada:
  - otwarto most wantowy im. Jana Pawła II w Gdańsku.
  - premiera filmu Wiedźmin.
- 21 listopada – w Bielsku-Białej otwarto centrum handlowe Sarni Stok.
- 22 listopada – Prezydent RP Aleksander Kwaśniewski wydał, na wniosek Rady Ministrów, postanowienie o wysłaniu Polskiego Kontyngentu Wojskowego do Afganistanu.
- 26 listopada – w Łodzi ukończono malowanie największego w Europie murala przy Piotrkowskiej.

### Grudzień
- 5 grudnia – Wyższa Szkoła Morska została przekształcona w Akademię Morską w Gdyni.
- 7 grudnia – premiera filmu Gulczas, a jak myślisz...
- 8 grudnia – w Krakowie otwarto Most Kotlarski.
- 9 grudnia – zlikwidowano KWK „1 Maja” w Wodzisławiu Śląskim.
- 15 grudnia – papież Jan Paweł II otrzymał doktorat honoris causa Uniwersytetu Kardynała Stefana Wyszyńskiego.
- 31 grudnia – upadek miesięcznika komputerowego Secret Service.

## Wydarzenia na świecie

### Styczeń
- 1 stycznia-30 czerwca Szwecja przewodziła w Radzie Unii Europejskiej oraz Radzie Europejskiej.
- 7 stycznia – John Kufuor został prezydentem Ghany.
- 9 stycznia – wystartował chiński bezzałogowy statek kosmiczny Shenzhou 2.
- 13 stycznia – w trzęsieniu ziemi w Salwadorze i Gwatemali zginęły 952 osoby, ponad 5 tys. zostało rannych.
- 15 stycznia – „narodziny” Wikipedii. Jimmy Wales i Larry Sanger założyli Wikipedię. Dzień 15 stycznia jest obchodzony jako Dzień Wikipedii (Powstała pierwsza Wikipedia w jęz. angielskim).
- 16 stycznia – został zamordowany prezydent Demokratycznej Republiki Konga Laurent-Désiré Kabila.
- 17 stycznia – premiera filmu Plotka w reżyserii Francisa Vebera.
- 20 stycznia:
  - George W. Bush został zaprzysiężony na 43. prezydenta Stanów Zjednoczonych.
  - oskarżony o korupcję prezydent Filipin Joseph Estrada zrezygnował ze stanowiska. Zastąpiła go dotychczasowa wiceprezydent Gloria Macapagal-Arroyo.
- 21 stycznia – w elektrowni wodnej na zaporze Itaipu doszło do niegroźnej awarii i wstrzymania wytwarzania prądu.
- 25 stycznia:
  - Armenia została członkiem Rady Europy.
  - w katastrofie 50-letniego samolotu Douglas DC-3 pod Ciudad Bolívar w Wenezueli zginęły 24 osoby.
- 26 stycznia:
  - Joseph Kabila został prezydentem Demokratycznej Republiki Konga.
  - trzęsienie ziemi w indyjskim stanie Gujarat i wschodnim Pakistanie spowodowało śmierć ponad 20 tys. osób.
- 29 stycznia – chilijski dyktator Augusto Pinochet został oskarżony o zbrodnie dokonane podczas swoich rządów i osadzony w areszcie domowym.
- 31 stycznia – agent libijskiego wywiadu Abdelbaset Ali Mohmed Al Megrahi został skazany na dożywotnie pozbawienie wolności za podłożenie bomby w samolocie Boeing 747, który eksplodował nad Lockerbie.

### Luty
- 5 lutego – 15 osób zostało rannych w zamachu bombowym w moskiewskim metrze.
- 6 lutego:
  - Ariel Szaron pokonał Ehuda Baraka w bezpośrednich wyborach premiera w Izraelu.
  - prom pasażerski „Gulangyu” jako pierwsza jednostka z kontynentu od czasu podziału Chin przypłynął do portu na Tajwanie.
  - papież Jan Paweł II ustanowił św. Izydora z Sewilli patronem internautów i informatyków.
- 9 lutego:
  - 9 osób zginęło, gdy okręt podwodny USS „Greeneville” staranował japoński kuter rybacki u wybrzeży Hawajów.
  - Thaksin Shinawatra został premierem Tajlandii.
- 12 lutego – amerykańska sonda kosmiczna NEAR Shoemaker wylądowała na planetoidzie Eros.
- 13 lutego – w trzęsieniu ziemi o sile 6,6 stopnia w skali Richtera, które nawiedziło Salwador, zginęło około 400 osób.
- 15 i 16 lutego – publikacja wyników sekwencjonowania ludzkiego genomu.
- 18 lutego – funkcjonariusz FBI Robert Hanssen został aresztowany pod zarzutem szpiegostwa na rzecz ZSRR i Rosji.
- 26 lutego – podpisano traktat nicejski.
- 28 lutego – trzęsienie ziemi o sile 6,8 stopnia w skali Richtera z epicentrum koło Olympii, stolicy stanu Waszyngton. Około 400 osób zostało rannych.

### Marzec
- 2 marca:
  - Jean Marie Cheréstal został premierem Haiti.
  - premiera filmu Mexican.
- 4 marca:
  - 59 osób zginęło w północnej Portugalii po zawaleniu się mostu nad rzeką Duero.
  - Prawdziwa IRA dokonała zamachu bombowego na londyńską siedzibę BBC.
  - Szwajcarzy nie wyrazili zgody w referendum na wstąpienie kraju do UE.
  - zwodowano lotniskowiec USS Ronald Reagan.
- 7 marca – Ariel Szaron został premierem Izraela.
- 8 marca:
  - na pokładzie wahadłowca Discovery przybyła na Międzynarodową Stację Kosmiczną druga stała załoga.
  - Talibowie zniszczyli posągi Buddy w Bamianie w Afganistanie.
- 9 marca – w Niemczech Bernd Jürgen Armando Brandes został na własne życzenie zjedzony przez Armina Meiwesa.
- 15 marca – 3 czeczeńscy porywacze po starcie ze Stambułu przejęli kontrolę nad lecącym do Moskwy rosyjskim samolotem linii Vnukowo Airlines ze 162 pasażerami i 12 członkami załogi i skierowali go do Medyny, gdzie następnego dnia został odbity przez saudyjskie siły bezpieczeństwa.
- 21 marca – w Japonii wydano przenośną konsolę Nintendo Game Boy Advance.
- 22 marca – Pedro Pires został prezydentem Republiki Zielonego Przylądka.
- 23 marca – o godz. 6:29 rosyjska stacja kosmiczna Mir została zdeorbitowana i spłonęła w ziemskiej atmosferze nad Pacyfikiem.
- 24 marca – 21 osób zginęło, a ponad 100 zostało rannych w eksplozjach trzech samochodów-pułapek w południoworosyjskich miastach Mineralne Wody, Jessentuki i Adyge-Chabl.
- 25 marca:
  - Dania, Finlandia, Szwecja oraz należące do Europejskiego Stowarzyszenia Wolnego Handlu (EFTA) Islandia i Norwegia przystąpiły do Układu z Schengen.
  - odbyła się 73. ceremonia wręczenia Oscarów.
- 28 marca – w Albanii ukazało się pierwsze wydanie dziennika Korrieri.
- 30 marca – holenderski następca tronu książę Wilhelm Aleksander i Argentynka Máxima Zorreguieta ogłosili swoje zaręczyny.
- 31 marca – Abd al-Kadir Badżamal został premierem Jemenu.

### Kwiecień
- 1 kwietnia:
  - w Holandii zalegalizowano małżeństwa osób tej samej płci.
  - były prezydent Jugosławii Slobodan Milošević został aresztowany w swym domu w Belgradzie pod zarzutem nadużycia władzy.
  - amerykański samolot szpiegowski EP-3 po kolizji z chińskim myśliwcem został zmuszony do awaryjnego lądowania na terytorium Chin. 24-osobową załogę zwolniono po 12 dniach.
- 2 kwietnia – zarejestrowano największy od 25 lat rozbłysk słoneczny.
- 4 kwietnia – Vladimir Voronin został prezydentem Mołdawii.
- 5 kwietnia – Otmar Hasler został premierem Liechtensteinu.
- 6 kwietnia – w podstawowym składzie Energie Cottbus (w meczu z VfL Wolfsburg) po raz pierwszy w historii niemieckiej piłkarskiej Bundesligi wystąpiło 11 obcokrajowców.
- 7 kwietnia – NASA: rozpoczęła się misja sondy Mars Odyssey.
- 8 kwietnia – w I turze wyborów prezydenckich w Peru zwyciężył Alejandro Toledo przed Alanem Pérezem.
- 9 kwietnia:
  - American Airlines wykupiły majątek 75-letnich Trans World Airlines.
  - zainaugurował działalność Komitet Wojskowy Unii Europejskiej (EUMC).
- 13 kwietnia – premiera filmu Dziennik Bridget Jones.
- 18 kwietnia – zamordowanie przez policję 18-letniego ucznia Massinissa Guermaha w Kabylii dało początek tzw. „czarnej wiośnie” w Algierii.
- 19 kwietnia – rozpoczęła się misja STS-100 wahadłowca Endeavour.
- 22 kwietnia:
  - Strasburg: podpisano Kartę Ekumeniczną regulującą współpracę europejskich Kościołów chrześcijańskich.
  - premiera filmu animowanego Shrek.
- 26 kwietnia – Jun’ichirō Koizumi został premierem Japonii.
- 28 kwietnia – amerykański miliarder Dennis Tito został pierwszym turystą kosmicznym jako członek załogi statku Sojuz TM-32.
- 29 kwietnia:
  - powstała albańska konserwatywna partia polityczna Sojusz dla Przyszłości Kosowa (AAK).
  - w Wielkiej Brytanii przeprowadzono ogólnokrajowy spis statystyczny.

### Maj
- 4 maja – otwarto nowy budynek Milwaukee Art Museum, zaprojektowany przez hiszpańskiego architekta Santiago Calatravę Vallsa.
- 6 maja – Jan Paweł II jako pierwszy papież oficjalnie odwiedził meczet: był to Meczet Umajjadów, miejsce przechowywania relikwii Jana Chrzciciela.
- 7 maja:
  - kubański przywódca Fidel Castro przybył z pierwszą wizytą do Iranu.
  - Ronnie Biggs, jeden ze sprawców „napadu stulecia” z 1963 roku, powrócił dobrowolnie z Brazylii do Wielkiej Brytanii, gdzie został natychmiast osadzony w więzieniu.
- 9 maja – Ghana: 126 osób zginęło na Accra Sports Stadium po wybuchu paniki wywołanej użyciem gazów łzawiących przez policję.
- 13 maja – centroprawicowa koalicja Dom Wolności wygrała wybory parlamentarne we Włoszech.
- 15 maja – został wystrzelony satelita telekomunikacyjny Intelsat 10.
- 19 maja – na Cyprze odbyły się wybory parlamentarne.
- 20 maja – urzędujący prezydent Czadu Idriss Déby został wybrany na kolejną kadencję.
- 21 maja – chorwacki generał Ante Gotovina został oskarżony przez Międzynarodowy Trybunał Karny dla byłej Jugosławii o zbrodnie przeciwko ludzkości i zbrodnie wojenne.
- 24 maja – w wyniku zerwania się podłogi podczas uroczystości weselnej w Jerozolimie 23 osoby zginęły, a ponad 300 zostało rannych.
- 29 maja – Anatolij Kinach został premierem Ukrainy.

### Czerwiec
- 1 czerwca:
  - 21 osób zginęło w dokonanym przez Hamas samobójczym zamachu bombowym na dyskotekę w Tel Awiwie.
  - masakra rodziny królewskiej w Nepalu, dokonana przez następcę tronu księcia Dipendrę.
- 3 czerwca:
  - Alejandro Toledo wygrał w II turze wybory prezydenckie w Peru.
  - otwarto stadion Sapporo Dome (Japonia).
- 4 czerwca:
  - Gyanendra został ostatnim królem Nepalu.
  - tymczasowy prezydent Peru Valentín Paniagua powołał Komisję Prawdy i Pojednania, mającą zbadać nadużycia władzy podczas rządów obalonego prezydenta Alberto Fujimoriego.
- 7 czerwca:
  - Irlandczycy odrzucili w referendum Traktat nicejski.
  - Partia Pracy Tony’ego Blaira odniosła zdecydowane zwycięstwo w wyborach powszechnych w Wielkiej Brytanii.
- 8 czerwca – urzędujący prezydent Iranu Mohammad Chatami został wybrany na II kadencję.
- 10 czerwca:
  - papież Jan Paweł II kanonizował libańską zakonnicę Rafkę Chobok Ar-Rejes.
  - urzędujący burmistrz Berlina Klaus Wowereit przed wyborem go na to stanowisko publicznie stwierdził „Jestem gejem i tak jest dobrze.”
- 11 czerwca:
  - we Włoszech powstał drugi rząd Silvia Berlusconiego.
  - Timothy McVeigh został stracony za dokonanie zamachu bombowego na budynek federalny w Oklahoma City w 1995 roku.
- 15 czerwca:
  - powstała Szanghajska Organizacja Współpracy.
  - otwarto drogowy Tunel Folgefonn w Norwegii (długość 11 km 150 m).
- 20 czerwca – Pervez Musharraf został prezydentem Pakistanu.
- 21 czerwca:
  - zakończono produkcję modelu Škoda Felicia.
  - australijski pociąg towarowy kompanii BHP Iron Ore ustanowił rekord długości składu (7353 m).
  - całkowite zaćmienie Słońca widoczne na Atlantyku, w południowej Afryce i na Oceanie Indyjskim.
- 23 czerwca – papież Jan Paweł II rozpoczął wizytę na Ukrainie.
- 28 czerwca – były prezydent Serbii i Jugosławii Slobodan Milošević został przekazany przez władze serbskie przed Międzynarodowy Trybunał Karny dla byłej Jugosławii w Hadze.
- 29 czerwca – zlikwidowano należącą do koncernu Chrysler markę samochodową Plymouth.

### Lipiec
- 1 lipca-31 grudnia – Belgia przewodziła w Radzie Unii Europejskiej oraz Radzie Europejskiej.
- 4 lipca – 145 osób zginęło w katastrofie Tu-154 w Irkucku.
- 13 lipca – Moskwa: MKOL dokonał wyboru Pekinu na gospodarza XXIX Letnich Igrzysk Olimpijskich w 2008 roku.
- 16 lipca – w katastrofie górniczej w południowych Chinach zginęło ponad 200 osób.
- 20 lipca – W Genui podczas szczytu G8 doszło do zamieszek, w wyniku których śmierć poniosła 1 osoba.
- 22 lipca – uchylono obowiązujący od 1968 roku artykuł 200 rumuńskiego kodeksu karnego, który penalizował kontakty homoseksualne.
- 23 lipca – Abdurrahman Wahid został usunięty przez parlament z funkcji prezydenta Indonezji. Zastąpiła go wiceprezydent Megawati Soekarnoputri.
- 24 lipca:
  - zdetronizowany w dzieciństwie car Bułgarii Symeon II objął urząd premiera.
  - w wyniku ataku Tamilskich Tygrysów na port lotniczy Kolombo i przyległą bazę wojskową zginęło 14 rebeliantów i 7 żołnierzy, zniszczonych lub uszkodzonych zostało kilkanaście samolotów.
- 3 sierpnia – w Londynie 7 osób zostało rannych w wybuchu bomby podłożonej przez Real IRA.
- 8 sierpnia – została wystrzelona sonda Genesis, mającą zebrać i dostarczyć na Ziemię próbki wiatru słonecznego.
- 9 sierpnia – w samobójczym zamachu bombowym członka Hamasu na pizzerię w Jerozolimie zginęło 15 osób, 130 zostało rannych.
- 10 sierpnia – w stolicy Angoli Luandzie, w ataku rebeliantów z UNITA na pociąg z uchodźcami zginęły 252 osoby.
- 24 sierpnia – kanadyjski Airbus A330 wylądował awaryjnie na Azorach po utracie paliwa i wyłączeniu się silników.
- 25 sierpnia – norweski następca tronu książę Haakon poślubił Mette-Marit Tjessem Høiby.
- 26 sierpnia – sześć osób zginęło w pożarze balonu we francuskiej Sabaudii.

### Wrzesień
- 9 września:
  - otwarto Muzeum Żydowskie w Berlinie.
  - Aleksandr Łukaszenka wygrał ponownie wybory prezydenckie na Białorusi.
  - wojskowy dowódca afgańskiego Sojuszu Północnego, Ahmad Szah Masud, zginął w zamachu bombowym dokonanym przez dwóch Arabów udających dziennikarzy.
- 10 września – wybory parlamentarne w Norwegii.
- 11 września – zamachy na World Trade Center i Pentagon: w Stanach Zjednoczonych przeprowadzono atak terrorystyczny na bliźniacze wieże World Trade Center i budynek Departamentu obrony Pentagon.
- 12 września – po atakach terrorystycznych na USA, po raz pierwszy w historii uruchomiono procedury związane z tzw. Artykułem Piątym, który mówi, że atak na dowolne państwo należące do NATO, jest atakiem na cały Sojusz.
- 14 września – w Japonii wydano konsolę Nintendo GameCube.
- 20 września – w przemówieniu w Kongresie USA prezydent George W. Bush zadeklarował wojnę z terroryzmem.
- 21 września – eksplozja w zakładzie chemicznym w Tuluzie we Francji – 30 osób zostało zabitych, a przeszło 2200 odniosło rany.
- 26 września – po raz pierwszy obchodzono Europejski Dzień Języków – międzynarodowe święto, ustanowione z inicjatywy Rady Europy
- 27 września – w budynku parlamentu szwajcarskiego kantonu Zug szaleniec Friedrich Leibacher zastrzelił 14 lokalnych polityków, zranił 18 osób, po czym popełnił samobójstwo.

### Październik
- 4 października – rosyjski samolot Tupolew TU-154 rozbił się na Morzu Czarnym po trafieniu go ukraińską rakietą. Zginęło 78 osób.
- 5 października – na Florydzie zmarł fotoedytor tabloidu Sun, pierwsza z 5 śmiertelnych ofiar zarażonych bakteriami wąglika, rozsyłanych drogą pocztową do instytucji publicznych po zamachach z 11 września.
- 7 października – początek interwencji amerykańskiej w Afganistanie, w celu obalenia rządów talibów i schwytania bin Ladena.
- 8 października:
  - Arnold Rüütel został prezydentem Estonii.
  - Girma Woldegiorgis został prezydentem Etiopii.
  - katastrofa lotnicza w Mediolanie: 118 osób zginęło, a 4 na ziemi zostały ranne po zderzeniu krótko po starcie samolotu MD-82 z awionetką.
  - wszystkie 9 osób na pokładzie zginęło w zestrzelonym nad wąwozem Kodori w Abchazji helikopterem ONZ-owskiej misji obserwacyjnej UNOMIG.

- 10 października – prezydent USA George W. Bush zaprezentował listę 22 najgroźniejszych terrorystów według rządu amerykańskiego.
- 17 października – palestyńscy terroryści zastrzelili w Jerozolimie emerytowanego izraelskiego generała Rechawama Ze’ewiego, przywódcę prawicowej partii Moledet.
- 23 października – premiera iPoda.
- 24 października – 11 osób zginęło w tunelu drogowym św. Gotarda w Szwajcarii, w wyniku pożaru powstałego po zderzeniu dwóch samochodów ciężarowych.
- 25 października:
  - wydano Microsoft Windows XP.
  - została przyjęta flaga Rwandy.
- 26 października – uchwalono USA PATRIOT Act.
- 30 października – Michael Jackson wydał swój dziesiąty album Invicible.

### Listopad
- 6 listopada – telewizja FOX wyemitowała premierowy odcinek serialu 24 godziny.
- 7 listopada – odbył się ostatni rejs samolotu belgijskich linii Sabena.
- 8 listopada – w Wietnamie utworzono Park Narodowy Pu Mat.
- 12 listopada – Airbus A300 linii lotniczych American Airlines rozbił się po starcie z lotniska im. Johna F. Kennedy’ego w Nowym Jorku. Zginęło 260 pasażerów i członków załogi, którzy byli na pokładzie.
- 13 listopada – obalenie rządów talibów w Afganistanie. Wojska Sojuszu Północnego zajęły Kabul.
- 18 listopada – Georgi Pyrwanow wygrał w drugiej turze wybory prezydenckie w Bułgarii.
- 22 listopada – parlament Turcji uchwalił nowy kodeks cywilny zrównujący status kobiet i mężczyzn.
- 24 listopada:
  - w Singapurze wprowadzono nowy podział administracyjny.
  - w Szwajcarii w katastrofie samolotu pasażerskiego Avro RJ100 zginęły 24 spośród 33 osób znajdujących się na pokładzie, w tym piosenkarka Melanie Thornton.
- 25 listopada:
  - interwencja NATO w Afganistanie: wybuchł bunt talibskich więźniów w forcie Qala-e-Jangi.
  - Maria Krescencja Höss została kanonizowana w Watykanie przez Jana Pawła II.
- 27 listopada:
  - Anders Fogh Rasmussen został premierem Danii.
  - Kosmiczny Teleskop Hubble’a dokonał pierwszego pomiaru widma światła planety pozasłonecznej, wykrywając obecność sodu w atmosferze planety HD 209458 b (Ozyrys).
- 30 listopada – w Renton w stanie Waszyngton został aresztowany seryjny morderca kilkudziesięciu prostytutek Gary Ridgway („Morderca znad Green River”).

### Grudzień
- 1 grudnia – odbył się ostatni lot amerykańskich Trans World Airlines.
- 2 grudnia – amerykańska korporacja Enron ogłosiła bankructwo.
- 5 grudnia – rozpoczęła się misja STS-108 wahadłowca Endeavour.
- 6 grudnia – kanadyjska prowincja Nowa Fundlandia oficjalnie zmieniła nazwę na Nowa Fundlandia i Labrador.
- 11 grudnia – Chiny wstąpiły do Światowej Organizacji Handlu (WTO).
- 12 grudnia – II Intifada: w palestyńskim ataku granatami na autobus na Zachodnim Brzegu Jordanu zginęło 10 Izraelczyków, a 30 osób zostało rannych.
- 13 grudnia:
  - uzbrojona grupa islamistów zaatakowała parlament w Delhi. Indie oskarżyły o zamach Pakistan.
  - premiera filmu Piękny umysł.
- 14 grudnia:
  - obrączkowe zaćmienie Słońca widoczne w Ameryce Północnej i Środkowej.
  - premiera filmu Czasem słońce, czasem deszcz.
- 15 grudnia – krzywa wieża w Pizie została ponownie udostępniona do zwiedzania, po trwających 11 lat pracach zabezpieczających przed jej runięciem.
- 17 grudnia – interwencja NATO w Afganistanie: wojska koalicji antytalibskiej odniosły zwycięstwo w bitwie o Tora Bora.
- 18 grudnia – NASA ukończyła misję sondy kosmicznej Deep Space 1.
- 19 grudnia:
  - Tosontsengel (Mongolia): zanotowano rekordowo wysokie ciśnienie atmosferyczne – 1086 hPa.
  - na ekrany kin weszła ekranizacja Drużyny Pierścienia w reżyserii Petera Jacksona.
- 22 grudnia:
  - Hamid Karzaj został tymczasowym szefem rządu Afganistanu.
  - w lecącym z Paryża do Miami samolocie American Airlines został obezwładniony przez współpasażerów brytyjski muzułmanin Richard Reid, który usiłował zdetonować ładunek wybuchowy ukryty w bucie.
  - w Teksasie urodziła się pierwsza sklonowana kotka o imieniu CC.
- 25 grudnia:
  - wojna domowa w Burundi: około 500 rebeliantów Hutu zginęło w starciu z bojówkami Tutsi.
  - wybuchł pożar buszu w Nowej Południowej Walii.
- 29 grudnia – 291 osób zginęło w wyniku pożaru centrum handlowego Mesa Redonda w Limie.

## Wydarzenia sportowe
- 6 stycznia – Adam Małysz wygrał 49. Turniej Czterech Skoczni.
- 21 stycznia – Niemka Jutta Kleinschmidt jako pierwsza kobieta wygrała Rajd Dakar w kategorii samochodów.
- 23 lutego – Adam Małysz zdobył złoty medal Mistrzostw Świata w Lahti.
- 18 marca – Adam Małysz zdobył kryształową kulę za zwycięstwo w Pucharze Świata w skokach narciarskich w sezonie 2000/2001 jako pierwszy Polak w historii.
- 11 kwietnia:
  - w meczu eliminacyjnym do Mistrzostw Świata Australia pokonała Samoa Amerykańskie 31:0, odnosząc najwyższe zwycięstwo w historii międzypaństwowych meczów piłkarskich.
  - australijski napastnik Archie Thompson pobił rekord świata w ilości bramek strzelonych w jednym meczu piłkarskim. Australia pokonała Samoa Amerykańskie 31:0, Thompson strzelił 13 goli.
- 12 maja – w Osace, płotkarz Marek Plawgo ustanowił rekord Polski w biegu na 400 m ppł. wynikiem 48,16 s.
- 23 maja – w meczu finałowym piłkarskiej Ligi Mistrzów Bayern Monachium pokonał w rzutach karnych Valencię (1:1, 5:4).
- 27 maja – na mityngu w austriackim Götzis reprezentant Czech Roman Šebrle ustanowił rekord świata w dziesięcioboju (9026 pkt).
- 28 czerwca – w drugim meczu finałowego dwumeczu Copa Libertadores w piłce nożnej piłkarze Cruz Azul ulegli Boca Juniors. O zwycięstwie rozstrzygnęły rzuty karne (0:1, 1:0, 1:3).
- 9 lipca – w Nicei, Justyna Bąk ustanowiła rekord świata w biegu na 3000 m z przeszk. wynikiem 9.25,31 s.
- 17 sierpnia – w Zurychu, Paweł Czapiewski ustanowił rekord Polski w biegu na 800 m wynikiem 1.43,22 s.
- 23 sierpnia – w Brukseli, Brahim Boulami ustanowił rekord świata w biegu na 3000 m z przeszkodami wynikiem 7.55,28 s.
- 1 września – polscy piłkarze po 16 latach przerwy awansowali do Mistrzostw Świata w Piłce Nożnej Korea-Japonia 2002, wygrywając w meczu z Norwegami 3:0.
- 14 października – Michael Schumacher zdobywa swój 4 tytuł mistrza świata Formuły 1
- 25 listopada – Richard Burns zostaje rajdowym mistrzem świata.
- John Cena debiutuje w WWE
- Dale Earnhardt ginie w wypadku na ostatnim okrążeniu Daytona 500

## Urodzili się
- 1 stycznia – Angourie Rice, australijska aktorka
- 2 stycznia:
  - Wakaba Higuchi, japońska łyżwiarka figurowa
  - Mateusz Młyński, polski piłkarz
- 3 stycznia:
  - Britany Anderson, jamajska lekkoatletka, płotkarka
  - Deni Avdija, izraelski koszykarz, posiadający także serbskie obywatelstwo
  - Nikola Horowska, polska lekkoatletka, sprinterka
  - Błażej Kulikowski, polski koszykarz
  - Oleksandra Olijnykowa, ukraińska tenisistka
- 4 stycznia – Gabriela Nowak-Skyrpan, polska piosenkarka, kompozytorka i autorka tekstów
- 5 stycznia:
  - Zuzanna Kulińska, polska koszykarka
  - Anthony Ponomarenko, amerykański łyżwiarz figurowy
- 6 stycznia – Kenyon Martin Jr, amerykański koszykarz
- 9 stycznia:
  - Zia Cooke, amerykańska koszykarka
  - Rodrygo Goes, brazylijski piłkarz
  - Zeke Nnaji, amerykański koszykarz
  - Anna Węgrzyn, polska tenisistka stołowa
  - Katarzyna Węgrzyn, polska tenisistka stołowa
- 10 stycznia:
  - Santi Aldama, hiszpański koszykarz
  - Emilia Kośla, polska koszykarka
  - Frida Westman, szwedzka skoczkini narciarska
- 13 stycznia - Anastasia Blayvas, niemiecka zapaśniczka
- 20 stycznia
  - Manon Léonard, francuska tenisistka
  - Hirut Meshesha, etiopska lekkoatletka, biegaczka średniodystansowa
- 21 stycznia:
  - Jackson Brundage, amerykański aktor
  - Anastazja Tichonowa, rosyjska tenisistka
- 22 stycznia – Magdalena Egger, austriacka narciarka alpejska
- 23 stycznia – Olga Danilović, serbska tenisistka
- 24 stycznia:
  - Maja Jarosińska, polska strzelczyni sportowa
  - Wiktoria Kuczyńska, polska koszykarka
- 25 stycznia – Elisabetta Cocciaretto, włoska tenisistka
- 26 stycznia – Isaac Okoro, amerykański koszykarz pochodzenia nigeryjskiego
- 28 stycznia – Gabriela Orvošová, czeska siatkarka
- 30 stycznia – Walentina Sdierżykowa, kazachska skoczkini narciarska
- 31 stycznia – Michał Olejniczak, polski piłkarz ręczny
- 1 lutego
  - Jalə Əliyeva, azerska zapaśniczka
  - Sara Carić, serbska siatkarka
  - Sara Kordek, polska lekkoatletka, trójskoczkini i skoczkini w dal
- 3 lutego:
  - Tre Mann, amerykański koszykarz
  - Benjamin Didier-Urbaniak, polski koszykarz
- 4 lutego – Indy Baijens, holenderska siatkarka
- 7 lutego: 
  - R.J. Hampton, amerykański koszykarz
  - Maik Nawrocki, polski piłkarz
- 11 lutego – Diamond Miller, amerykańska koszykarka
- 16 lutego:
  - Evin Demir, turecka lekkoatletka, chodziarka
  - Yuki Naito, japońska tenisistka
- 18 lutego:
  - Lucía Yépez, ekwadorska zapaśniczka
  - Jaime Jaquez, meksykański koszykarz, posiadający także amerykańskie obywatelstwo
  - Julia Słocka, polska lekkoatletka, wieloboistka
- 19 lutego:
  - Mateusz Kaszowski, polski koszykarz
  - David Mazouz, amerykański aktor
  - Lee Kang-in, południowokoreański piłkarz
- 21 lutego – Melissa Jefferson-Wooden, amerykańska lekkoatletka, sprinterka
- 22 lutego – Abigail Strate, kanadyjska skoczkini narciarska
- 23 lutego – Jordan Díaz, hiszpański lekkoatleta pochodzenia kubańskiego, trójskoczek
- 24 lutego – Ramona Marquez, angielska aktorka dziecięca pochodzenia hiszpańskiego
- 25 lutego – Vernon Carey, amerykański koszykarz
- 26 lutego – David Johnson, amerykański koszykarz
- 2 marca – Žak Mogel, słoweński skoczek narciarski
- 4 marca – Freya Anderson, angielska pływaczka
- 6 marca:
  - Zoi Sadowski-Synnott, nowozelandzka snowboardzistka
  - Aryana Engineer, kanadyjska aktorka dziecięca
- 8 marca:
  - Oliwia Rzepiel, polska łyżwiarka figurowa
  - Magdalena Szulc, polska koszykarka
- 10 marca:
  - Charles De Ketelaere, belgijski piłkarz
  - Abigail Forbes, amerykańska tenisistka
- 12 marca – Alan Szczotka, polski żużlowiec
- 13 marca:
  - Alice Kinsella, brytyjska gimnastyczka
  - Choi Beomgyu(inne języki), koreański piosenkarz
- 14 marca – Nico Mannion, włoski koszykarz, posiadający amerykańskie obywatelstwo
- 17 marca:
  - Pietro Pellegri, włoski piłkarz
  - Johnny Juzang, amerykański koszykarz
- 19 marca – Sebastian Rompa, polski koszykarz
- 23 marca – Anna Hall, amerykańska lekkoatletka, wieloboistka
- 24 marca:
  - Clara Burel, francuska tenisistka
  - Faustyna Kotłowska, polska lekkoatletka, miotaczka
  - Adrienn Nagy, węgierska tenisistka
  - William Saliba, francuski piłkarz pochodzenia kameruńskiego
- 27 marca:
  - Sommer Gendron, kanadyjska snowboardzistka
  - David Roddy, amerykański koszykarz
- 28 marca:
  - Hannah Auchentaller, włoska biathlonistka
  - Wang Xiyu, chińska tenisistka
- 30 marca – Anastasija Potapowa, rosyjska tenisistka
- 31 marca – James Wiseman, amerykański koszykarz
- 1 kwietnia:
  - Fatin Ramadan Szamandi Ahmad, egipska zapaśniczka
  - Linda Machuca, argentyńska zapaśniczka
  - Julian Von Moos, szwajcarski piłkarz
- 5 kwietnia – Thylane Blondeau, francuska aktorka, modelka
- 6 kwietnia:
  - Kira Lewis, amerykański koszykarz
  - Oscar Piastri, australijski kierowca wyścigowy
- 8 kwietnia – Laura Hérin, kubańska zapaśniczka
- 9 kwietnia – Brooke Raboutou, amerykańska wspinaczka sportowa
- 10 kwietnia – Noa Kirel, izraelska piosenkarka, tancerka
- 11 kwietnia – Simon Sohm, szwajcarski piłkarz pochodzenia nigeryjskiego
- 12 kwietnia:
  - Anna Twardosz, polska skoczkini narciarska
  - Weronika Hipp, polska koszykarka
- 14 kwietnia:
  - Jalen Williams, amerykański koszykarz
  - Lulu Sun, nowozelandzko-szwajcarska tenisistka
- 20 kwietnia – Pia Skrzyszowska, polska lekkoatletka, sprinterka i płotkarka
- 25 kwietnia – Thomas Van den Keybus, belgijski piłkarz
- 29 kwietnia – Johannes Pietsch, austriacki piosenkarz, zwycięzca 69. Konkursu Piosenki Eurowizji
- 3 maja - Rachel Zegler, amerykańska aktorka, piosenkarka
- 6 maja:
  - Dominik Piła, polski piłkarz
  - Lučka Rakovec, słoweńska wspinaczka sportowa
- 9 maja – Artur Sikorski, polski piosenkarz
- 10 maja – Tari Eason, amerykański koszykarz
- 12 maja – Agata Świątkowska, polska koszykarka
- 17 maja:
  - Julia Chochół, polska gimnastyczka artystyczna
  - Kouadio Koné, francuski piłkarz pochodzenia iworyjskiego
  - Niilo Moilanen, fiński biegacz narciarski
  - Łukasz Żok, polski lekkoatleta, sprinter
- 18 maja – Emma Navarro, amerykańska tenisistka
- 19 maja – Elizabeth Mandlik, amerykańska tenisistka
- 20 maja – Aguibou Camara, gwinejski piłkarz
- 21 maja:
  - Lemlem Hailu, etiopska lekkoatletka, biegaczka średniodystansowa
  - Jordan Horston, amerykańska koszykarka
- 22 maja:
  - Aleksandra Zmierczak, polska koszykarka
  - Isaiah Stewart, amerykański koszykarz pochodzenia jamajskiego
  - Jakub Sadowski, polski koszykarz
  - Joshua Zirkzee, holenderski piłkarz pochodzenia nigeryjskiego
- 23 maja
  - Haley Jones, amerykańska koszykarka
  - Katarzyna Szperkiewicz, polska kajakarka
- 24 maja – Moa Hansson, szwedzka narciarka dowolna
- 27 maja – Boldsajchany Chongordzul, mongolska zapaśniczka
- 30 maja:
  - Martina Cariddi, hiszpańska aktorka
  - Anna Łyko, polska lekkoatletka, tyczkarka
- 31 maja – Iga Świątek, polska tenisistka
- 1 czerwca – Paulina Damaske, polska siatkarka
- 3 czerwca – Jalen Suggs, amerykański koszykarz
- 5 czerwca – Marta Stawicka, polska koszykarka
- 9 czerwca – Jahmi’us Ramsey, amerykański koszykarz
- 10 czerwca:
  - Diamantino Iuna Fafé, zapaśnik z Gwinei Bissau
  - Luke Thomas, angielski piłkarz
- 11 czerwca – Sharife Cooper, amerykański koszykarz
- 12 czerwca – Théo Maledon, francuski koszykarz
- 17 czerwca - Edyta Bielska, polska lekkoatletka, wieloboistka
- 18 czerwca:
  - Zyla Kadriu, kosowska siatkarka
  - Evan Mobley, amerykański koszykarz
- 21 czerwca:
  - Eleanor Worthington Cox, brytyjska aktorka
  - Rameshbabu Vaishali, indyjska szachistka
- 22 czerwca – Julia Piotrowska, polska strzelczyni sportowa
- 29 czerwca:
  - Justin Champagnie, amerykański koszykarz
  - Julian Champagnie, amerykański koszykarz
- 6 lipca – Walker Kessler, amerykański koszykarz
- 8 lipca:
  - Szymon Czyż, polski piłkarz
  - Riele Downs, kanadyjska aktorka pochodzenia jamajskiego
  - Evelyn Walsh, kanadyjska łyżwiarka figurowa
- 10 lipca:
  - Isabela Moner, amerykańska aktorka i piosenkarka
  - Laeticia Amihere, kanadyjska koszykarka
- 11 lipca:
  - Sophia Anne Caruso, amerykańska aktorka, piosenkarka
  - Łukasz Zjawiński, polski piłkarz
- 12 lipca – Iliana Rupert, francuska koszykarka
- 16 lipca - Joanna Garland, tajwańska tenisistka
- 19 lipca:
  - Alia Delia Eichinger, niemiecka narciarka dowol
  - Amber Marshall, australijska tenisistka
- 20 lipca - Mary Tucker, amerykańska strzelczyni sportowa
- 23 lipca
  - Jasmina Immayeva, uzbecka zapaśniczka
  - Natalia Lijewska, polska siatkarka
- 27 lipca – Killian Hayes, francusko−amerykański koszykarz
- 29 lipca:
  - Mekides Abebe, etiopska lekkoatletka, biegaczka długodystansowa
  - Julia Szczurowska, polska siatkarka
- 31 lipca – Alex Walsh, amerykańska pływaczka
- 1 sierpnia – Scottie Barnes, amerykański koszykarz
- 3 sierpnia:
  - Himeno Sakatsume, japońska tenisistka
  - Ricky Council, amerykański koszykarz
- 5 sierpnia:
  - Anthony Edwards, amerykański koszykarz
  - Kornelia Fiedkiewicz, polska pływaczka
  - Anshu Malik, indyjska zapaśniczka
  - J.J. Totah, amerykańska aktorka, komik, wokalistka
- 11 sierpnia – Moyuka Uchijima, japońska tenisistka
- 13 sierpnia – Julian Araujo, amerykański piłkarz pochodzenia meksykańskiego
- 15 sierpnia – Alina Tuchtajewa, kazachska skoczkini narciarska
- 16 sierpnia:
  - Willem Geubbels, francuski piłkarz
  - Jakub Greguła, polski kierowca rajdowy
  - Jannik Sinner, włoski tenisista
- 19 sierpnia – Awak Kuier, fińska koszykarka pochodzenia południowosudańskiego, posiadająca także egipskie obywatelstwo
- 20 sierpnia - Laura Žemberyová, słowacka piłkarka
- 22 sierpnia:
  - LaMelo Ball, amerykański koszykarz
  - Mateusz Bogusz, polski piłkarz
- 23 sierpnia – Julia Piestrzyńska, polska koszykarka
- 26 sierpnia – Patrick Williams, amerykański koszykarz
- 27 sierpnia:
  - Franz Wagner, niemiecki koszykarz
  - Malcolm Cazalon, francuski koszykarz
- 28 sierpnia – Kamilla Rakhimova, rosyjska tenisistka
- 29 sierpnia – Alicja Żytkowska, polska koszykarka
- 30 sierpnia – Chloe Beck, amerykańska tenisistka
- 31 sierpnia – Amanda Anisimova, amerykańska tenisistka
- 1 września:
  - Alicja Śliwicka, polska szachistka
  - Greg Brown, amerykański koszykarz
  - Althéa Laurin, francuska taekwondzistka
- 2 września: 
  - Yaprak Erkek, turecka siatkarka
  - Maciej Rosołek, polski piłkarz
- 3 września - Klaudia Kazimierska, polska lekkoatletka, biegaczka
- 5 września – Aleah Nickel, kanadyjska zapaśniczka
- 6 września:
  - Nova Marring, holenderska siatkarka
  - Donovan Williams, amerykański koszykarz
- 9 września - Adrianna Kąkol, polska kajakarka
- 10 września – Ajna Késely, węgierska pływaczka
- 12 września – Ziaire Williams, amerykański koszykarz
- 15 września – Aleksandra Wsołek, polska lekkoatletka, sprinterka
- 17 września – Elena Gaskell, kanadyjska narciarka dowolna
- 18 września – Wendell Moore, amerykański koszykarz
- 19 września:
  - Jarosława Mahuczich, ukraińska lekkoatletka, skoczkini wzwyż
  - Shyla Heal, australijska koszykarka
- 20 września - Wiktoria Drozd, polska lekkoatletka, sprinterka
- 26 września – Wang Xinyu, chińska tenisistka
- 29 września - Lauren James, angielska piłkarka pochodzenia grenadyjsko-dominikańskiego
- 1 października – Zuzanna Krupa, polska koszykarka
- 2 października – Dolgordżawyn Otgondżargal, mongolska zapaśniczka
- 4 października:
  - Konrad Matuszewski, polski piłkarz
  - Arthur Zagre, francuski piłkarz pochodzenia burkińskiego
- 8 października:
  - Huh Yun-jin, południowokoreańska piosenkarka, autorka tekstów
  - Peyton Stearns, amerykańska tenisistka
  - Bogdan-Daniel Deac, rumuński arcymistrz szachowy
- 11 października – Maja Chwalińska, polska tenisistka
- 13 października:
  - Cameron Thomas, amerykański koszykarz
  - Jaylen Clark, amerykański koszykarz
- 14 października – Rowan Blanchard, amerykańska aktorka
- 17 października – Isaiah Todd, amerykański koszykarz
- 19 października – Art Parkinson, irlandzki aktor
- 21 października – Ashley Liao, amerykańska aktorka
- 24 października – Aleksandra Pszczolarska, polska koszykarka
- 25 października:
  - Elżbieta, księżna Brabancji, córka króla Belgów Filipa I Koburga; pierwsza w linii sukcesji do tronu Belgii
  - Lea Debeljak, słoweńska koszykarka
  - Kinga Gacka, polska lekkoatletka, sprinterka
- 27 października – Aleksandra Formella, polska lekkoatletka, sprinterka
- 28 października – Sonay Kartal, brytyjska tenisistka
- 2 listopada – Hu Jingtao, chiński skoczek narciarski
- 3 listopada – Jake LaRavia, amerykański koszykarz
- 6 listopada – Day’Ron Sharpe, amerykański koszykarz
- 7 listopada – Amybeth McNulty, irlandzko-kanadyjska aktorka
- 14 listopada - Wiktoria Miąso, polska lekkoatletka, skoczkini wzwyż
- 15 listopada – TyTy Washington, amerykański koszykarz
- 16 listopada – Mialitiana Clerc, madagaskarska narciarka alpejska
- 19 listopada:
  - Gracjan Kozak, polski lekkoatleta, dyskobol
  - Aleksandra Majewska, polska gimnastyczka
  - Monika Skinder, polska biegaczka narciarska
- 20 listopada:
  - Catherine McNally, amerykańska tenisistka
  - Anna Zdziebło, polska lekkoatletka, chodziarka
- 21 listopada – Josephin Laue, niemiecka skoczkini narciarska, kombinatorka norweska
- 23 listopada:
  - Tess Ledeux, francuska narciarka dowolna
  - Nico Porteous, nowozelandzki narciarz dowolny
  - Miłosz Wałach, polski piłkarz ręczny, bramkarz
  - Mateusz Żukowski, polski piłkarz
- 25 listopada – Kamila Karpiel, polska skoczkini narciarska
- 26 listopada – Yuna Shiraiwa, japońska łyżwiarka figurowa
- 28 listopada:
  - Brandon Boston, amerykański koszykarz
  - Yuka Ueno, japońska florecistka
- 29 listopada – Weronika Szlagowska, polska siatkarka
- 1 grudnia:
  - Aiko, japońska księżniczka
  - Carole Monnet, francuska tenisistka
  - Alice Robinson, nowozelandzka narciarka alpejska
- 3 grudnia – Lorette Charpy, francuska gimnastyczka
- 8 grudnia:
  - Nicole Konderla, polska skoczkini narciarska
  - Josh Christopher, amerykański koszykarz
- 11 grudnia:
  - Aliyah Boston, amerykańska koszykarka
  - Armel Bella-Kotchap, niemiecki piłkarz pochodzenia kameruńskiego
- 12 grudnia - Eirin Maria Kvandal, norweska skoczkini narciarska
- 14 grudnia:
  - Reira Iwabuchi, japońska snowboardzistka
  - Sofja Szewczenko, rosyjska łyżwiarka figurowa
- 15 grudnia:
  - Diljá, islandzka piosenkarka
  - Novie McCabe, amerykańska biegaczka narciarska
- 16 grudnia – Mark Williams, amerykański koszykarz
- 18 grudnia:
  - Billie Eilish, amerykańska piosenkarka
  - Jalen Johnson, amerykański koszykarz
  - Kim Bo-yoon, południowokoreańska aktorka
- 22 grudnia:
  - Aleksandra Barancewa, rosyjska skoczkini narciarska
  - Camila Osorio, kolumbijska tenisistka
  - Markus Rooth(inne języki), norweski lekkoatleta, wieloboista
- 24 grudnia – Zuzanna Urban, polska koszykarka
- 25 grudnia:
  - Mohamed Abdalla, egipski zapaśnik
  - Zofia Dudek, polska lekkoatletka, biegaczka długodystansowa
  - Aleksandra Kałucka, polska wspinaczka sportowa
  - Natalia Kałucka, polska wspinaczka sportowa
- 26 grudnia – Aleksej Pokuševski, serbski koszykarz, posiadający także greckie obywatelstwo
- 28 grudnia – Madison De La Garza, amerykańska aktorka
- 29 grudnia - Angela Dugalić, serbska koszykarka
- 31 grudnia:
  - Magdalena Łuczak, polska narciarka alpejska, mistrzyni polski w slalomie w 2018 roku
  - Katie Volynets, amerykańska tenisistka

## Zdarzenia astronomiczne
- 9 stycznia – zaćmienie Księżyca
- 21 czerwca – całkowite zaćmienie Słońca (Saros 127). Obejmowało południowy Atlantyk oraz południową część Afryki i skończyło się na Oceanie Indyjskim. Cień po raz pierwszy wyszedł na brzeg we wsi Sumbe w Angoli i opuścił Mozambik w nadmorskiej wsi Chinde[1].
- 5 lipca – częściowe zaćmienie Księżyca
- 14 grudnia – obrączkowe zaćmienie Słońca (Saros 132). Pas zaćmienia obrączkowego dotyka po raz pierwszy Ziemi na środku Pacyfiku. W Honolulu było widoczne zaćmienie częściowe o fazie 0,842. W stolicy Kostaryki, San José, widoczne były perły Baily’ego[1].
- 30 grudnia – półcieniowe zaćmienie Księżyca

## Nagrody Nobla
- z fizyki – Eric Cornell, Wolfgang Ketterle, Carl Edwin Wieman
- z chemii – William Knowles, Ryōji Noyori, Barry Sharpless
- z medycyny – Leland H. Hartwell, R. Timothy Hunt, Paul M. Nurse
- z literatury – V.S. Naipaul
- nagroda pokojowa – Kofi Annan i ONZ
- z ekonomii – George Akerlof, Michael Spence, Joseph Stiglitz

## Święta ruchome
- Tłusty czwartek: 22 lutego
- Ostatki: 27 lutego
- Popielec: 28 lutego
- Niedziela Palmowa: 8 kwietnia
- Pamiątka śmierci Jezusa Chrystusa: 8 kwietnia
- Wielki Czwartek: 12 kwietnia
- Wielki Piątek: 13 kwietnia
- Wielka Sobota: 14 kwietnia
- Wielkanoc: 15 kwietnia
- Poniedziałek Wielkanocny: 16 kwietnia
- Wniebowstąpienie Pańskie: 24 maja
- Zesłanie Ducha Świętego: 3 czerwca
- Boże Ciało: 14 czerwca